# Liste der österreichischen Nobelpreisträger

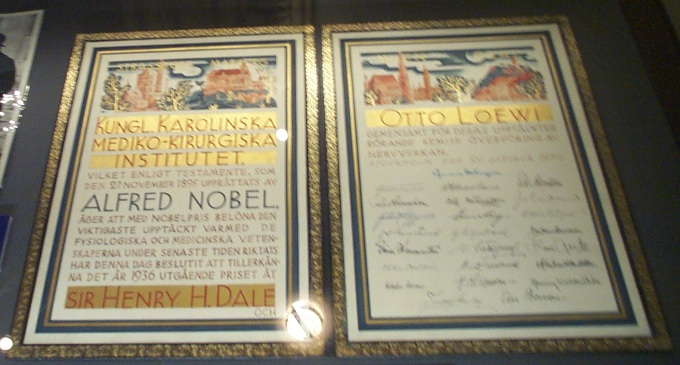
Nobelpreisdiplom von Otto Loewi

Die Liste der österreichischen Nobelpreisträger umfasst alle bisherigen Nobelpreisträger, die in Österreich geboren wurden oder jenen Teil ihrer Arbeit, für den sie mit dem Nobelpreis ausgezeichnet wurden, mit österreichischer Staatsbürgerschaft geleistet haben. Dies schließt teilweise auch Personen ein, die im Staatsgebiet der Staaten geboren wurden, deren Rechtsnachfolge die heutige Republik Österreich übernommen hat. Dies gilt im Wesentlichen für die Monarchie Österreich-Ungarn sowie das Kaisertum Österreich.
Bis heute haben nach dieser Definition 25 als Österreicher bezeichnete Personen einen Nobelpreis in einer der sechs Kategorien erhalten. Zu beachten ist diesbezüglich, dass einige der hier aufgeführten Personen zum Zeitpunkt der Erlangung des Nobelpreises keine österreichischen Staatsbürger mehr waren oder eine Doppelstaatsbürgerschaft besaßen.

## Österreichische Nobelpreisträger
| Name | Geburtsort | Nobelpreis Kategorie | Auszeichnungsjahr | Bild                                                                         |
| --- | --- | --- | --- | ---------------------------------------------------------------------------- |
| Bertha von Suttner | Prag | Friedensnobelpreis | 1905 |                                                                              |
| Bertha von Suttner (1843–1914) gilt als wichtige Wegbegleiterin des Nobelpreises. Sie war kurze Zeit Alfred Nobels Privatsekretärin und hielt später schriftlichen Kontakt mit ihm, in dem sie ihn offenbar dazu anregte, den Preis zu stiften. Erst 1905 – also bei der fünften Verleihung – wurde sie selbst mit der Auszeichnung für ihr Lebenswerk bedacht. | Bertha von Suttner (1843–1914) gilt als wichtige Wegbegleiterin des Nobelpreises. Sie war kurze Zeit Alfred Nobels Privatsekretärin und hielt später schriftlichen Kontakt mit ihm, in dem sie ihn offenbar dazu anregte, den Preis zu stiften. Erst 1905 – also bei der fünften Verleihung – wurde sie selbst mit der Auszeichnung für ihr Lebenswerk bedacht. | Bertha von Suttner (1843–1914) gilt als wichtige Wegbegleiterin des Nobelpreises. Sie war kurze Zeit Alfred Nobels Privatsekretärin und hielt später schriftlichen Kontakt mit ihm, in dem sie ihn offenbar dazu anregte, den Preis zu stiften. Erst 1905 – also bei der fünften Verleihung – wurde sie selbst mit der Auszeichnung für ihr Lebenswerk bedacht. | Bertha von Suttner (1843–1914) gilt als wichtige Wegbegleiterin des Nobelpreises. Sie war kurze Zeit Alfred Nobels Privatsekretärin und hielt später schriftlichen Kontakt mit ihm, in dem sie ihn offenbar dazu anregte, den Preis zu stiften. Erst 1905 – also bei der fünften Verleihung – wurde sie selbst mit der Auszeichnung für ihr Lebenswerk bedacht. | Bertha von Suttner im Jahr 1906.                                             |
| Alfred Hermann Fried | Wien | Friedensnobelpreis | 1911 |                                                                              |
| Alfred Hermann Fried (1864–1921) wurde 1881 nach dem Besuch einer Kriegsbilderausstellung zum überzeugten Pazifisten. Zehn Jahre später begann er damit, sich intensiv der Friedenspropaganda zu widmen. Ab dem Jahr 1892 gab er gemeinsam mit Bertha von Suttner die Zeitschrift Die Waffen nieder! heraus, für deren Herausgabe er gemeinsam mit weiteren pazifistischen Aktivitäten 1911 den Friedensnobelpreis verliehen bekam. | Alfred Hermann Fried (1864–1921) wurde 1881 nach dem Besuch einer Kriegsbilderausstellung zum überzeugten Pazifisten. Zehn Jahre später begann er damit, sich intensiv der Friedenspropaganda zu widmen. Ab dem Jahr 1892 gab er gemeinsam mit Bertha von Suttner die Zeitschrift Die Waffen nieder! heraus, für deren Herausgabe er gemeinsam mit weiteren pazifistischen Aktivitäten 1911 den Friedensnobelpreis verliehen bekam. | Alfred Hermann Fried (1864–1921) wurde 1881 nach dem Besuch einer Kriegsbilderausstellung zum überzeugten Pazifisten. Zehn Jahre später begann er damit, sich intensiv der Friedenspropaganda zu widmen. Ab dem Jahr 1892 gab er gemeinsam mit Bertha von Suttner die Zeitschrift Die Waffen nieder! heraus, für deren Herausgabe er gemeinsam mit weiteren pazifistischen Aktivitäten 1911 den Friedensnobelpreis verliehen bekam. | Alfred Hermann Fried (1864–1921) wurde 1881 nach dem Besuch einer Kriegsbilderausstellung zum überzeugten Pazifisten. Zehn Jahre später begann er damit, sich intensiv der Friedenspropaganda zu widmen. Ab dem Jahr 1892 gab er gemeinsam mit Bertha von Suttner die Zeitschrift Die Waffen nieder! heraus, für deren Herausgabe er gemeinsam mit weiteren pazifistischen Aktivitäten 1911 den Friedensnobelpreis verliehen bekam. | Alfred Hermann Fried                                                         |
| Robert Bárány | Wien | Nobelpreis für Physiologie oder Medizin | 1914 |                                                                              |
| Der Ohrenarzt Robert Bárány (1876–1936) erhielt den Nobelpreis für Physiologie oder Medizin 1914 für seine Studie über die Physiologie des menschlichen Vestibular-Apparats (Bogengang-Apparat im Ohr). Er schuf mit seiner Arbeit die Grundlage für die Labyrinth-Chirurgie, durch welche die Gefahr einer Gehirnhautentzündung aufgrund von Innenohreiterung gebannt werden konnte. | Der Ohrenarzt Robert Bárány (1876–1936) erhielt den Nobelpreis für Physiologie oder Medizin 1914 für seine Studie über die Physiologie des menschlichen Vestibular-Apparats (Bogengang-Apparat im Ohr). Er schuf mit seiner Arbeit die Grundlage für die Labyrinth-Chirurgie, durch welche die Gefahr einer Gehirnhautentzündung aufgrund von Innenohreiterung gebannt werden konnte. | Der Ohrenarzt Robert Bárány (1876–1936) erhielt den Nobelpreis für Physiologie oder Medizin 1914 für seine Studie über die Physiologie des menschlichen Vestibular-Apparats (Bogengang-Apparat im Ohr). Er schuf mit seiner Arbeit die Grundlage für die Labyrinth-Chirurgie, durch welche die Gefahr einer Gehirnhautentzündung aufgrund von Innenohreiterung gebannt werden konnte. | Der Ohrenarzt Robert Bárány (1876–1936) erhielt den Nobelpreis für Physiologie oder Medizin 1914 für seine Studie über die Physiologie des menschlichen Vestibular-Apparats (Bogengang-Apparat im Ohr). Er schuf mit seiner Arbeit die Grundlage für die Labyrinth-Chirurgie, durch welche die Gefahr einer Gehirnhautentzündung aufgrund von Innenohreiterung gebannt werden konnte. | Robert Bárány                                                                |
| Fritz Pregl | Laibach | Nobelpreis für Chemie | 1923 |                                                                              |
| Fritz Pregl (1869–1930) war ein bedeutender Wegbereiter der Weiterentwicklung der klinisch-chemischen Analytik. Als sein bedeutendstes Werk gilt heute die Verfeinerung und Präzisierung der Elementaranalyse nach Liebig. Im Jahr 1923 wurde er für die von ihm entwickelte Mikroanalyse organischer Substanzen mit dem Nobelpreis für Chemie geehrt. | Fritz Pregl (1869–1930) war ein bedeutender Wegbereiter der Weiterentwicklung der klinisch-chemischen Analytik. Als sein bedeutendstes Werk gilt heute die Verfeinerung und Präzisierung der Elementaranalyse nach Liebig. Im Jahr 1923 wurde er für die von ihm entwickelte Mikroanalyse organischer Substanzen mit dem Nobelpreis für Chemie geehrt. | Fritz Pregl (1869–1930) war ein bedeutender Wegbereiter der Weiterentwicklung der klinisch-chemischen Analytik. Als sein bedeutendstes Werk gilt heute die Verfeinerung und Präzisierung der Elementaranalyse nach Liebig. Im Jahr 1923 wurde er für die von ihm entwickelte Mikroanalyse organischer Substanzen mit dem Nobelpreis für Chemie geehrt. | Fritz Pregl (1869–1930) war ein bedeutender Wegbereiter der Weiterentwicklung der klinisch-chemischen Analytik. Als sein bedeutendstes Werk gilt heute die Verfeinerung und Präzisierung der Elementaranalyse nach Liebig. Im Jahr 1923 wurde er für die von ihm entwickelte Mikroanalyse organischer Substanzen mit dem Nobelpreis für Chemie geehrt. | Fritz Pregl                                                                  |
| Richard Zsigmondy | Wien | Nobelpreis für Chemie | 1925 |                                                                              |
| Richard Adolf Zsigmondy (1865–1929) war ein bedeutender Forscher auf dem Gebiet der Kolloidchemie und Mikroskopie. In der Folge seiner wissenschaftlichen Arbeit erhielt er im Jahr 1925 den Nobelpreis für Chemie zugesprochen, der ihm 1926 für „die Aufklärung der heterogenen Natur kolloidaler Lösungen sowie für die dabei angewandten Methoden, die grundlegend für die moderne Kolloidchemie sind“ verliehen wurde. | Richard Adolf Zsigmondy (1865–1929) war ein bedeutender Forscher auf dem Gebiet der Kolloidchemie und Mikroskopie. In der Folge seiner wissenschaftlichen Arbeit erhielt er im Jahr 1925 den Nobelpreis für Chemie zugesprochen, der ihm 1926 für „die Aufklärung der heterogenen Natur kolloidaler Lösungen sowie für die dabei angewandten Methoden, die grundlegend für die moderne Kolloidchemie sind“ verliehen wurde. | Richard Adolf Zsigmondy (1865–1929) war ein bedeutender Forscher auf dem Gebiet der Kolloidchemie und Mikroskopie. In der Folge seiner wissenschaftlichen Arbeit erhielt er im Jahr 1925 den Nobelpreis für Chemie zugesprochen, der ihm 1926 für „die Aufklärung der heterogenen Natur kolloidaler Lösungen sowie für die dabei angewandten Methoden, die grundlegend für die moderne Kolloidchemie sind“ verliehen wurde. | Richard Adolf Zsigmondy (1865–1929) war ein bedeutender Forscher auf dem Gebiet der Kolloidchemie und Mikroskopie. In der Folge seiner wissenschaftlichen Arbeit erhielt er im Jahr 1925 den Nobelpreis für Chemie zugesprochen, der ihm 1926 für „die Aufklärung der heterogenen Natur kolloidaler Lösungen sowie für die dabei angewandten Methoden, die grundlegend für die moderne Kolloidchemie sind“ verliehen wurde. | Richard Zsigmondy etwa 1900                                                  |
| Julius Wagner-Jauregg | Wels | Nobelpreis für Physiologie oder Medizin | 1927 |                                                                              |
| Julius Wagner-Jauregg (1857–1940) war ursprünglich Arzt für Innere Medizin, bevor er 1885 seine Karriere als Psychiater an der Niederösterreichischen Landesirrenanstalt begann. Den Nobelpreis für Physiologie oder Medizin erhielt er 1927 für die Entdeckung der therapeutischen Wirkung von Malariaimpfungen bei progressiver Paralyse (fortschreitende Lähmung). Durch das kurze Zeit später entwickelte Antibiotikum besaß seine Forschung ab den 1940er-Jahren aber nur noch historischen Wert. | Julius Wagner-Jauregg (1857–1940) war ursprünglich Arzt für Innere Medizin, bevor er 1885 seine Karriere als Psychiater an der Niederösterreichischen Landesirrenanstalt begann. Den Nobelpreis für Physiologie oder Medizin erhielt er 1927 für die Entdeckung der therapeutischen Wirkung von Malariaimpfungen bei progressiver Paralyse (fortschreitende Lähmung). Durch das kurze Zeit später entwickelte Antibiotikum besaß seine Forschung ab den 1940er-Jahren aber nur noch historischen Wert. | Julius Wagner-Jauregg (1857–1940) war ursprünglich Arzt für Innere Medizin, bevor er 1885 seine Karriere als Psychiater an der Niederösterreichischen Landesirrenanstalt begann. Den Nobelpreis für Physiologie oder Medizin erhielt er 1927 für die Entdeckung der therapeutischen Wirkung von Malariaimpfungen bei progressiver Paralyse (fortschreitende Lähmung). Durch das kurze Zeit später entwickelte Antibiotikum besaß seine Forschung ab den 1940er-Jahren aber nur noch historischen Wert. | Julius Wagner-Jauregg (1857–1940) war ursprünglich Arzt für Innere Medizin, bevor er 1885 seine Karriere als Psychiater an der Niederösterreichischen Landesirrenanstalt begann. Den Nobelpreis für Physiologie oder Medizin erhielt er 1927 für die Entdeckung der therapeutischen Wirkung von Malariaimpfungen bei progressiver Paralyse (fortschreitende Lähmung). Durch das kurze Zeit später entwickelte Antibiotikum besaß seine Forschung ab den 1940er-Jahren aber nur noch historischen Wert. | Julius Wagner-Jauregg                                                        |
| Karl Landsteiner | Baden bei Wien | Nobelpreis für Physiologie oder Medizin | 1930 |                                                                              |
| Karl Landsteiner (1868–1943) ist heute als Entdecker der Blutgruppen sowie des Rhesusfaktors bekannt. Für die erstgenannte Leistung erhielt er 1930 den Nobelpreis für Physiologie und Medizin zugesprochen. Landsteiner gilt als einer der größten österreichischen Ärzte, was sich auch in der Tatsache widerspiegelt, dass sein Porträt bis zur Euro-Umstellung die Vorderseite des 1000 Schilling Scheins prägte. | Karl Landsteiner (1868–1943) ist heute als Entdecker der Blutgruppen sowie des Rhesusfaktors bekannt. Für die erstgenannte Leistung erhielt er 1930 den Nobelpreis für Physiologie und Medizin zugesprochen. Landsteiner gilt als einer der größten österreichischen Ärzte, was sich auch in der Tatsache widerspiegelt, dass sein Porträt bis zur Euro-Umstellung die Vorderseite des 1000 Schilling Scheins prägte. | Karl Landsteiner (1868–1943) ist heute als Entdecker der Blutgruppen sowie des Rhesusfaktors bekannt. Für die erstgenannte Leistung erhielt er 1930 den Nobelpreis für Physiologie und Medizin zugesprochen. Landsteiner gilt als einer der größten österreichischen Ärzte, was sich auch in der Tatsache widerspiegelt, dass sein Porträt bis zur Euro-Umstellung die Vorderseite des 1000 Schilling Scheins prägte. | Karl Landsteiner (1868–1943) ist heute als Entdecker der Blutgruppen sowie des Rhesusfaktors bekannt. Für die erstgenannte Leistung erhielt er 1930 den Nobelpreis für Physiologie und Medizin zugesprochen. Landsteiner gilt als einer der größten österreichischen Ärzte, was sich auch in der Tatsache widerspiegelt, dass sein Porträt bis zur Euro-Umstellung die Vorderseite des 1000 Schilling Scheins prägte. | Karl Landsteiner                                                             |
| Erwin Schrödinger | Wien | Nobelpreis für Physik | 1933 |                                                                              |
| Erwin Schrödinger (1887–1961) gilt als einer der Väter der Quantenphysik. Bereits 1927 trat Schrödinger in Berlin die Nachfolge Max Plancks an der Friedrich-Wilhelms-Universität an. Noch im Jahr der Verleihung des Nobelpreises an Schrödinger emigrierte dieser aufgrund der Machterlangung der Nationalsozialisten nach Großbritannien. Schließlich wurde ihm 1933 als erstem Österreicher der Physiknobelpreis für seine Arbeit auf dem Gebiet der Quantenphysik (und insbesondere für die Aufstellung der nach ihm benannten Schrödinger-Gleichung) verliehen. Auf dem alten 1000-Schilling-Schein war zunächst Schrödingers Gesicht abgebildet, ehe ihn Landsteiner in dieser Funktion ablöste. | Erwin Schrödinger (1887–1961) gilt als einer der Väter der Quantenphysik. Bereits 1927 trat Schrödinger in Berlin die Nachfolge Max Plancks an der Friedrich-Wilhelms-Universität an. Noch im Jahr der Verleihung des Nobelpreises an Schrödinger emigrierte dieser aufgrund der Machterlangung der Nationalsozialisten nach Großbritannien. Schließlich wurde ihm 1933 als erstem Österreicher der Physiknobelpreis für seine Arbeit auf dem Gebiet der Quantenphysik (und insbesondere für die Aufstellung der nach ihm benannten Schrödinger-Gleichung) verliehen. Auf dem alten 1000-Schilling-Schein war zunächst Schrödingers Gesicht abgebildet, ehe ihn Landsteiner in dieser Funktion ablöste. | Erwin Schrödinger (1887–1961) gilt als einer der Väter der Quantenphysik. Bereits 1927 trat Schrödinger in Berlin die Nachfolge Max Plancks an der Friedrich-Wilhelms-Universität an. Noch im Jahr der Verleihung des Nobelpreises an Schrödinger emigrierte dieser aufgrund der Machterlangung der Nationalsozialisten nach Großbritannien. Schließlich wurde ihm 1933 als erstem Österreicher der Physiknobelpreis für seine Arbeit auf dem Gebiet der Quantenphysik (und insbesondere für die Aufstellung der nach ihm benannten Schrödinger-Gleichung) verliehen. Auf dem alten 1000-Schilling-Schein war zunächst Schrödingers Gesicht abgebildet, ehe ihn Landsteiner in dieser Funktion ablöste. | Erwin Schrödinger (1887–1961) gilt als einer der Väter der Quantenphysik. Bereits 1927 trat Schrödinger in Berlin die Nachfolge Max Plancks an der Friedrich-Wilhelms-Universität an. Noch im Jahr der Verleihung des Nobelpreises an Schrödinger emigrierte dieser aufgrund der Machterlangung der Nationalsozialisten nach Großbritannien. Schließlich wurde ihm 1933 als erstem Österreicher der Physiknobelpreis für seine Arbeit auf dem Gebiet der Quantenphysik (und insbesondere für die Aufstellung der nach ihm benannten Schrödinger-Gleichung) verliehen. Auf dem alten 1000-Schilling-Schein war zunächst Schrödingers Gesicht abgebildet, ehe ihn Landsteiner in dieser Funktion ablöste. | Erwin Schrödinger                                                            |
| Victor Franz Hess | Deutschfeistritz | Nobelpreis für Physik | 1936 |                                                                              |
| Victor Franz Hess (1883–1964) beschäftigte sich als Forscher hauptsächlich mit Radioaktivität und anderen Formen der Strahlung. Im Jahr 1936 wurde er für die Entdeckung der kosmischen Strahlung mit dem Nobelpreis für Physik geehrt. Aufgrund seiner offenen Ablehnung des Nationalsozialistischen Regimes wurde Hess im Jahr 1938 fristlos und ohne Pensionsanspruch aus seiner Forschungstätigkeit an der Karl-Franzens-Universität in Graz entlassen. Zudem wurde er gezwungen, das Preisgeld des Nobelpreises in deutsche Reichsschatzscheine umzutauschen. Noch im selben Jahr emigrierte Hess deswegen in die USA. | Victor Franz Hess (1883–1964) beschäftigte sich als Forscher hauptsächlich mit Radioaktivität und anderen Formen der Strahlung. Im Jahr 1936 wurde er für die Entdeckung der kosmischen Strahlung mit dem Nobelpreis für Physik geehrt. Aufgrund seiner offenen Ablehnung des Nationalsozialistischen Regimes wurde Hess im Jahr 1938 fristlos und ohne Pensionsanspruch aus seiner Forschungstätigkeit an der Karl-Franzens-Universität in Graz entlassen. Zudem wurde er gezwungen, das Preisgeld des Nobelpreises in deutsche Reichsschatzscheine umzutauschen. Noch im selben Jahr emigrierte Hess deswegen in die USA. | Victor Franz Hess (1883–1964) beschäftigte sich als Forscher hauptsächlich mit Radioaktivität und anderen Formen der Strahlung. Im Jahr 1936 wurde er für die Entdeckung der kosmischen Strahlung mit dem Nobelpreis für Physik geehrt. Aufgrund seiner offenen Ablehnung des Nationalsozialistischen Regimes wurde Hess im Jahr 1938 fristlos und ohne Pensionsanspruch aus seiner Forschungstätigkeit an der Karl-Franzens-Universität in Graz entlassen. Zudem wurde er gezwungen, das Preisgeld des Nobelpreises in deutsche Reichsschatzscheine umzutauschen. Noch im selben Jahr emigrierte Hess deswegen in die USA. | Victor Franz Hess (1883–1964) beschäftigte sich als Forscher hauptsächlich mit Radioaktivität und anderen Formen der Strahlung. Im Jahr 1936 wurde er für die Entdeckung der kosmischen Strahlung mit dem Nobelpreis für Physik geehrt. Aufgrund seiner offenen Ablehnung des Nationalsozialistischen Regimes wurde Hess im Jahr 1938 fristlos und ohne Pensionsanspruch aus seiner Forschungstätigkeit an der Karl-Franzens-Universität in Graz entlassen. Zudem wurde er gezwungen, das Preisgeld des Nobelpreises in deutsche Reichsschatzscheine umzutauschen. Noch im selben Jahr emigrierte Hess deswegen in die USA. | Victor Franz Hess                                                            |
| Otto Loewi | Frankfurt am Main | Nobelpreis für Physiologie oder Medizin | 1936 |                                                                              |
| Otto Loewi (1873–1961) war ein ursprünglich deutscher Pharmakologe, der sich besonders mit der Funktion und dem Aufbau von Nerven und Synapsen befasste. Im Jahr 1921 konnte er mit österreichisch/deutscher Doppelstaatsbürgerschaft an der Universität Graz erstmals die chemische Weiterleitung von Nervenimpulsen beweisen. Für diese Entdeckung und deren Beweis erhielten er und sein US-amerikanischer Forschungskollege Henry Hallett Dale 1936 den Nobelpreis für Medizin. Nach der Machterlangung der Nationalsozialisten und dem Anschluss Österreichs an das Deutsche Reich wurde Loewi aufgrund seiner jüdischen Abstammung zur Ausreise gezwungen. Er emigrierte 1938 zunächst nach Belgien, anschließend nach Großbritannien und schließlich in die Vereinigten Staaten. | Otto Loewi (1873–1961) war ein ursprünglich deutscher Pharmakologe, der sich besonders mit der Funktion und dem Aufbau von Nerven und Synapsen befasste. Im Jahr 1921 konnte er mit österreichisch/deutscher Doppelstaatsbürgerschaft an der Universität Graz erstmals die chemische Weiterleitung von Nervenimpulsen beweisen. Für diese Entdeckung und deren Beweis erhielten er und sein US-amerikanischer Forschungskollege Henry Hallett Dale 1936 den Nobelpreis für Medizin. Nach der Machterlangung der Nationalsozialisten und dem Anschluss Österreichs an das Deutsche Reich wurde Loewi aufgrund seiner jüdischen Abstammung zur Ausreise gezwungen. Er emigrierte 1938 zunächst nach Belgien, anschließend nach Großbritannien und schließlich in die Vereinigten Staaten. | Otto Loewi (1873–1961) war ein ursprünglich deutscher Pharmakologe, der sich besonders mit der Funktion und dem Aufbau von Nerven und Synapsen befasste. Im Jahr 1921 konnte er mit österreichisch/deutscher Doppelstaatsbürgerschaft an der Universität Graz erstmals die chemische Weiterleitung von Nervenimpulsen beweisen. Für diese Entdeckung und deren Beweis erhielten er und sein US-amerikanischer Forschungskollege Henry Hallett Dale 1936 den Nobelpreis für Medizin. Nach der Machterlangung der Nationalsozialisten und dem Anschluss Österreichs an das Deutsche Reich wurde Loewi aufgrund seiner jüdischen Abstammung zur Ausreise gezwungen. Er emigrierte 1938 zunächst nach Belgien, anschließend nach Großbritannien und schließlich in die Vereinigten Staaten. | Otto Loewi (1873–1961) war ein ursprünglich deutscher Pharmakologe, der sich besonders mit der Funktion und dem Aufbau von Nerven und Synapsen befasste. Im Jahr 1921 konnte er mit österreichisch/deutscher Doppelstaatsbürgerschaft an der Universität Graz erstmals die chemische Weiterleitung von Nervenimpulsen beweisen. Für diese Entdeckung und deren Beweis erhielten er und sein US-amerikanischer Forschungskollege Henry Hallett Dale 1936 den Nobelpreis für Medizin. Nach der Machterlangung der Nationalsozialisten und dem Anschluss Österreichs an das Deutsche Reich wurde Loewi aufgrund seiner jüdischen Abstammung zur Ausreise gezwungen. Er emigrierte 1938 zunächst nach Belgien, anschließend nach Großbritannien und schließlich in die Vereinigten Staaten. | Otto Loewi auf dem offiziellen Nobelpreis-Bild von 1936                      |
| Richard Johann Kuhn | Wien | Nobelpreis für Chemie | 1938 |                                                                              |
| Richard Johann Kuhn (1900–1967) war ein in der Zeit des Nationalsozialismus in Österreich tätiger Biochemiker. Kuhn erhielt den Nobelpreis für Chemie im Jahr 1938 für seine Arbeiten über Carotinoide und Vitamine, konnte diesen aber aufgrund eines Erlasses der reichsdeutschen Regierung erst 1948 entgegennehmen. Aus heutiger Sicht ist Richard Kuhn aufgrund seiner Einstellung zum Nationalsozialismus sowie seiner Mithilfe bei der Entwicklung von Nervengiften wie etwa Soman äußerst umstritten. | Richard Johann Kuhn (1900–1967) war ein in der Zeit des Nationalsozialismus in Österreich tätiger Biochemiker. Kuhn erhielt den Nobelpreis für Chemie im Jahr 1938 für seine Arbeiten über Carotinoide und Vitamine, konnte diesen aber aufgrund eines Erlasses der reichsdeutschen Regierung erst 1948 entgegennehmen. Aus heutiger Sicht ist Richard Kuhn aufgrund seiner Einstellung zum Nationalsozialismus sowie seiner Mithilfe bei der Entwicklung von Nervengiften wie etwa Soman äußerst umstritten. | Richard Johann Kuhn (1900–1967) war ein in der Zeit des Nationalsozialismus in Österreich tätiger Biochemiker. Kuhn erhielt den Nobelpreis für Chemie im Jahr 1938 für seine Arbeiten über Carotinoide und Vitamine, konnte diesen aber aufgrund eines Erlasses der reichsdeutschen Regierung erst 1948 entgegennehmen. Aus heutiger Sicht ist Richard Kuhn aufgrund seiner Einstellung zum Nationalsozialismus sowie seiner Mithilfe bei der Entwicklung von Nervengiften wie etwa Soman äußerst umstritten. | Richard Johann Kuhn (1900–1967) war ein in der Zeit des Nationalsozialismus in Österreich tätiger Biochemiker. Kuhn erhielt den Nobelpreis für Chemie im Jahr 1938 für seine Arbeiten über Carotinoide und Vitamine, konnte diesen aber aufgrund eines Erlasses der reichsdeutschen Regierung erst 1948 entgegennehmen. Aus heutiger Sicht ist Richard Kuhn aufgrund seiner Einstellung zum Nationalsozialismus sowie seiner Mithilfe bei der Entwicklung von Nervengiften wie etwa Soman äußerst umstritten. | Richard Johann Kuhn auf einem Bild der ETH                                   |
| Wolfgang Pauli | Wien | Nobelpreis für Physik | 1945 |                                                                              |
| Wolfgang Pauli (1900–1958) galt bereits in seiner Jugendzeit als mathematisches Wunderkind. Nachdem er in kürzest möglicher Zeit Physik studiert und schon 1921 summa cum laude promoviert wurde, erwarb er sich schnell einen Ruf als herausragender Physiker der Quantenmechanik. Schließlich erhielt Pauli 1945 den Nobelpreis für Physik für die Formulierung des heute als Pauli-Prinzip bekannten Ausschlußprinzips der Quantenmechanik. | Wolfgang Pauli (1900–1958) galt bereits in seiner Jugendzeit als mathematisches Wunderkind. Nachdem er in kürzest möglicher Zeit Physik studiert und schon 1921 summa cum laude promoviert wurde, erwarb er sich schnell einen Ruf als herausragender Physiker der Quantenmechanik. Schließlich erhielt Pauli 1945 den Nobelpreis für Physik für die Formulierung des heute als Pauli-Prinzip bekannten Ausschlußprinzips der Quantenmechanik. | Wolfgang Pauli (1900–1958) galt bereits in seiner Jugendzeit als mathematisches Wunderkind. Nachdem er in kürzest möglicher Zeit Physik studiert und schon 1921 summa cum laude promoviert wurde, erwarb er sich schnell einen Ruf als herausragender Physiker der Quantenmechanik. Schließlich erhielt Pauli 1945 den Nobelpreis für Physik für die Formulierung des heute als Pauli-Prinzip bekannten Ausschlußprinzips der Quantenmechanik. | Wolfgang Pauli (1900–1958) galt bereits in seiner Jugendzeit als mathematisches Wunderkind. Nachdem er in kürzest möglicher Zeit Physik studiert und schon 1921 summa cum laude promoviert wurde, erwarb er sich schnell einen Ruf als herausragender Physiker der Quantenmechanik. Schließlich erhielt Pauli 1945 den Nobelpreis für Physik für die Formulierung des heute als Pauli-Prinzip bekannten Ausschlußprinzips der Quantenmechanik. | Wolfgang Paulis Nobelpreisfoto aus dem Jahr 1945                             |
| Carl Ferdinand Cori und Gerty Cori | Prag | Nobelpreis für Physiologie oder Medizin | 1947 |                                                                              |
| Carl Ferdinand Cori (1896–1984) studierte an der Karl-Ferdinands-Universität in Prag und promovierte dort im Jahr 1920. Anschließend an sein Studium in Prag war Cori als Assistent des späteren Nobelpreisträgers Otto Loewi an den Universitäten Wien und Graz tätig. Im Jahr 1922 wanderten die Coris gemeinsam in die Vereinigten Staaten aus, wo sie in St. Louis und Boston arbeiteten. Gerty Cori (1896–1957) studierte 1914 bis 1920 Medizin an der Deutschen Universität in Prag. Anschließend war sie in Wien tätig und forschte zur Rolle der Schilddrüse bei der Regulation der Körpertemperatur. Noch während des Studiums lernten sich Carl Ferdinand und seine spätere Frau Gerty Cori kennen. Beide forschten zuerst gemeinsam in Wien, emigrierten aber 1922 beide in die USA. Dort waren beide in der Forschung tätig. 1947 erhielten Carl Ferdinand Cori und Gerty Cori sowie der argentinische Physiologe Bernardo Alberto Houssay gemeinsam den Nobelpreis für Physiologie oder Medizin für die Entdeckung des Verlaufs des katalytischen Glykogen-Stoffwechsels, der später als Cori-Zyklus bezeichnet wurde. | Carl Ferdinand Cori (1896–1984) studierte an der Karl-Ferdinands-Universität in Prag und promovierte dort im Jahr 1920. Anschließend an sein Studium in Prag war Cori als Assistent des späteren Nobelpreisträgers Otto Loewi an den Universitäten Wien und Graz tätig. Im Jahr 1922 wanderten die Coris gemeinsam in die Vereinigten Staaten aus, wo sie in St. Louis und Boston arbeiteten. Gerty Cori (1896–1957) studierte 1914 bis 1920 Medizin an der Deutschen Universität in Prag. Anschließend war sie in Wien tätig und forschte zur Rolle der Schilddrüse bei der Regulation der Körpertemperatur. Noch während des Studiums lernten sich Carl Ferdinand und seine spätere Frau Gerty Cori kennen. Beide forschten zuerst gemeinsam in Wien, emigrierten aber 1922 beide in die USA. Dort waren beide in der Forschung tätig. 1947 erhielten Carl Ferdinand Cori und Gerty Cori sowie der argentinische Physiologe Bernardo Alberto Houssay gemeinsam den Nobelpreis für Physiologie oder Medizin für die Entdeckung des Verlaufs des katalytischen Glykogen-Stoffwechsels, der später als Cori-Zyklus bezeichnet wurde. | Carl Ferdinand Cori (1896–1984) studierte an der Karl-Ferdinands-Universität in Prag und promovierte dort im Jahr 1920. Anschließend an sein Studium in Prag war Cori als Assistent des späteren Nobelpreisträgers Otto Loewi an den Universitäten Wien und Graz tätig. Im Jahr 1922 wanderten die Coris gemeinsam in die Vereinigten Staaten aus, wo sie in St. Louis und Boston arbeiteten. Gerty Cori (1896–1957) studierte 1914 bis 1920 Medizin an der Deutschen Universität in Prag. Anschließend war sie in Wien tätig und forschte zur Rolle der Schilddrüse bei der Regulation der Körpertemperatur. Noch während des Studiums lernten sich Carl Ferdinand und seine spätere Frau Gerty Cori kennen. Beide forschten zuerst gemeinsam in Wien, emigrierten aber 1922 beide in die USA. Dort waren beide in der Forschung tätig. 1947 erhielten Carl Ferdinand Cori und Gerty Cori sowie der argentinische Physiologe Bernardo Alberto Houssay gemeinsam den Nobelpreis für Physiologie oder Medizin für die Entdeckung des Verlaufs des katalytischen Glykogen-Stoffwechsels, der später als Cori-Zyklus bezeichnet wurde. | Carl Ferdinand Cori (1896–1984) studierte an der Karl-Ferdinands-Universität in Prag und promovierte dort im Jahr 1920. Anschließend an sein Studium in Prag war Cori als Assistent des späteren Nobelpreisträgers Otto Loewi an den Universitäten Wien und Graz tätig. Im Jahr 1922 wanderten die Coris gemeinsam in die Vereinigten Staaten aus, wo sie in St. Louis und Boston arbeiteten. Gerty Cori (1896–1957) studierte 1914 bis 1920 Medizin an der Deutschen Universität in Prag. Anschließend war sie in Wien tätig und forschte zur Rolle der Schilddrüse bei der Regulation der Körpertemperatur. Noch während des Studiums lernten sich Carl Ferdinand und seine spätere Frau Gerty Cori kennen. Beide forschten zuerst gemeinsam in Wien, emigrierten aber 1922 beide in die USA. Dort waren beide in der Forschung tätig. 1947 erhielten Carl Ferdinand Cori und Gerty Cori sowie der argentinische Physiologe Bernardo Alberto Houssay gemeinsam den Nobelpreis für Physiologie oder Medizin für die Entdeckung des Verlaufs des katalytischen Glykogen-Stoffwechsels, der später als Cori-Zyklus bezeichnet wurde. | Carl Ferdinand Cori auf seinem Nobelpreisfoto aus dem Jahr 1947 · Gerty Cori |
| Max Ferdinand Perutz | Wien | Nobelpreis für Chemie | 1962 |                                                                              |
| Max Ferdinand Perutz (1914–2002) war ein österreichischer Chemiker, der ebenfalls 1936 vor der drohenden Machtübernahme durch die Nationalsozialisten nach Großbritannien floh. Im Jahr 1947 gründete er als Professor an der Universität Cambridge die dortige Abteilung für Molekularbiologie, die er bis zum Jahr 1949 leitete. Gemeinsam mit seinem Kollegen, Sir John Cowdery Kendrew, erhielt Perutz im Jahr 1962 den Nobelpreis für Chemie für die röntgenographischen Strukturuntersuchungen von Proteinen. | Max Ferdinand Perutz (1914–2002) war ein österreichischer Chemiker, der ebenfalls 1936 vor der drohenden Machtübernahme durch die Nationalsozialisten nach Großbritannien floh. Im Jahr 1947 gründete er als Professor an der Universität Cambridge die dortige Abteilung für Molekularbiologie, die er bis zum Jahr 1949 leitete. Gemeinsam mit seinem Kollegen, Sir John Cowdery Kendrew, erhielt Perutz im Jahr 1962 den Nobelpreis für Chemie für die röntgenographischen Strukturuntersuchungen von Proteinen. | Max Ferdinand Perutz (1914–2002) war ein österreichischer Chemiker, der ebenfalls 1936 vor der drohenden Machtübernahme durch die Nationalsozialisten nach Großbritannien floh. Im Jahr 1947 gründete er als Professor an der Universität Cambridge die dortige Abteilung für Molekularbiologie, die er bis zum Jahr 1949 leitete. Gemeinsam mit seinem Kollegen, Sir John Cowdery Kendrew, erhielt Perutz im Jahr 1962 den Nobelpreis für Chemie für die röntgenographischen Strukturuntersuchungen von Proteinen. | Max Ferdinand Perutz (1914–2002) war ein österreichischer Chemiker, der ebenfalls 1936 vor der drohenden Machtübernahme durch die Nationalsozialisten nach Großbritannien floh. Im Jahr 1947 gründete er als Professor an der Universität Cambridge die dortige Abteilung für Molekularbiologie, die er bis zum Jahr 1949 leitete. Gemeinsam mit seinem Kollegen, Sir John Cowdery Kendrew, erhielt Perutz im Jahr 1962 den Nobelpreis für Chemie für die röntgenographischen Strukturuntersuchungen von Proteinen. | Max Ferdinand Perutz auf einem Foto vom Nobelpreisball 1962                  |
| Konrad Lorenz | Wien | Nobelpreis für Physiologie oder Medizin | 1973 |                                                                              |
| Konrad Lorenz (1903–1989) gilt im deutschsprachigen Raum als Gründungsvater der klassischen vergleichenden Verhaltensforschung (Ethologie). Der an der Universität Wien promovierte Doktor der Medizin beschäftigte sich seit Beendigung seines Studiums intensiv mit dem Verhalten von Tieren und wurde 1936 habilitiert für eine Lehrbefugnis für „Zoologie mit besonderer Berücksichtigung der vergleichenden Anatomie und Tierpsychologie“. Im Jahr 1973 erhielt er gemeinsam mit Karl von Frisch und dem Niederländer Nikolaas Tinbergen den Nobelpreis für Physiologie oder Medizin für die Entdeckungen zur Organisation und Auslösung von individuellen und sozialen Verhaltensmustern. | Konrad Lorenz (1903–1989) gilt im deutschsprachigen Raum als Gründungsvater der klassischen vergleichenden Verhaltensforschung (Ethologie). Der an der Universität Wien promovierte Doktor der Medizin beschäftigte sich seit Beendigung seines Studiums intensiv mit dem Verhalten von Tieren und wurde 1936 habilitiert für eine Lehrbefugnis für „Zoologie mit besonderer Berücksichtigung der vergleichenden Anatomie und Tierpsychologie“. Im Jahr 1973 erhielt er gemeinsam mit Karl von Frisch und dem Niederländer Nikolaas Tinbergen den Nobelpreis für Physiologie oder Medizin für die Entdeckungen zur Organisation und Auslösung von individuellen und sozialen Verhaltensmustern. | Konrad Lorenz (1903–1989) gilt im deutschsprachigen Raum als Gründungsvater der klassischen vergleichenden Verhaltensforschung (Ethologie). Der an der Universität Wien promovierte Doktor der Medizin beschäftigte sich seit Beendigung seines Studiums intensiv mit dem Verhalten von Tieren und wurde 1936 habilitiert für eine Lehrbefugnis für „Zoologie mit besonderer Berücksichtigung der vergleichenden Anatomie und Tierpsychologie“. Im Jahr 1973 erhielt er gemeinsam mit Karl von Frisch und dem Niederländer Nikolaas Tinbergen den Nobelpreis für Physiologie oder Medizin für die Entdeckungen zur Organisation und Auslösung von individuellen und sozialen Verhaltensmustern. | Konrad Lorenz (1903–1989) gilt im deutschsprachigen Raum als Gründungsvater der klassischen vergleichenden Verhaltensforschung (Ethologie). Der an der Universität Wien promovierte Doktor der Medizin beschäftigte sich seit Beendigung seines Studiums intensiv mit dem Verhalten von Tieren und wurde 1936 habilitiert für eine Lehrbefugnis für „Zoologie mit besonderer Berücksichtigung der vergleichenden Anatomie und Tierpsychologie“. Im Jahr 1973 erhielt er gemeinsam mit Karl von Frisch und dem Niederländer Nikolaas Tinbergen den Nobelpreis für Physiologie oder Medizin für die Entdeckungen zur Organisation und Auslösung von individuellen und sozialen Verhaltensmustern. | Konrad Lorenz auf einem Foto aus dem Jahr 1978                               |
| Karl von Frisch | Wien | Nobelpreis für Physiologie oder Medizin | 1973 |                                                                              |
| Karl von Frisch (1886–1982) war ebenso wie Konrad Lorenz ein bedeutender Verhaltensforscher und Zoologe. Im Zentrum seiner Forschungsarbeit, die er unter anderem im Rahmen einer langjährigen Professur an der Universität München betrieb, stand die Erforschung der Sinneswahrnehmungen von Honigbienen sowie deren gegenseitige Kommunikation. Im Jahr 1973 wurde er gemeinsam mit Konrad Lorenz und Nikolaas Tinbergen für die Entdeckungen zur Organisation und Auslösung von individuellen und sozialen Verhaltensmustern mit dem Nobelpreis für Physiologie oder Medizin ausgezeichnet. | Karl von Frisch (1886–1982) war ebenso wie Konrad Lorenz ein bedeutender Verhaltensforscher und Zoologe. Im Zentrum seiner Forschungsarbeit, die er unter anderem im Rahmen einer langjährigen Professur an der Universität München betrieb, stand die Erforschung der Sinneswahrnehmungen von Honigbienen sowie deren gegenseitige Kommunikation. Im Jahr 1973 wurde er gemeinsam mit Konrad Lorenz und Nikolaas Tinbergen für die Entdeckungen zur Organisation und Auslösung von individuellen und sozialen Verhaltensmustern mit dem Nobelpreis für Physiologie oder Medizin ausgezeichnet. | Karl von Frisch (1886–1982) war ebenso wie Konrad Lorenz ein bedeutender Verhaltensforscher und Zoologe. Im Zentrum seiner Forschungsarbeit, die er unter anderem im Rahmen einer langjährigen Professur an der Universität München betrieb, stand die Erforschung der Sinneswahrnehmungen von Honigbienen sowie deren gegenseitige Kommunikation. Im Jahr 1973 wurde er gemeinsam mit Konrad Lorenz und Nikolaas Tinbergen für die Entdeckungen zur Organisation und Auslösung von individuellen und sozialen Verhaltensmustern mit dem Nobelpreis für Physiologie oder Medizin ausgezeichnet. | Karl von Frisch (1886–1982) war ebenso wie Konrad Lorenz ein bedeutender Verhaltensforscher und Zoologe. Im Zentrum seiner Forschungsarbeit, die er unter anderem im Rahmen einer langjährigen Professur an der Universität München betrieb, stand die Erforschung der Sinneswahrnehmungen von Honigbienen sowie deren gegenseitige Kommunikation. Im Jahr 1973 wurde er gemeinsam mit Konrad Lorenz und Nikolaas Tinbergen für die Entdeckungen zur Organisation und Auslösung von individuellen und sozialen Verhaltensmustern mit dem Nobelpreis für Physiologie oder Medizin ausgezeichnet. | Karl von Frisch im Jahr 1926                                                 |
| Friedrich August von Hayek | Wien | Alfred-Nobel-Gedächtnispreis für Wirtschaftswissenschaften | 1974 |                                                                              |
| Friedrich August von Hayek (1899–1992) war einer der bedeutendsten Vertreter der Österreichischen Schule der Nationalökonomie, einer neoliberalen Richtung der Wirtschaftswissenschaften. Hayek, der als einer der wichtigsten Vordenker des Neoliberalismus angesehen wird, wurde im Jahr 1974 zusammen mit dem Schweden Gunnar Myrdal für ihre Pionierarbeit auf dem Gebiet der Geld- und Konjunkturtheorie und ihren Analysen des Zusammenhangs zwischen ökonomischen, sozialen und institutionellen Phänomenen mit dem „Alfred-Nobel-Gedächtnispreis für Wirtschaftswissenschaften“, gemeinhin Wirtschafts-Nobelpreis genannt, ausgezeichnet. Er ist bis heute der einzige Österreicher, der diesen Preis je erhalten hat. | Friedrich August von Hayek (1899–1992) war einer der bedeutendsten Vertreter der Österreichischen Schule der Nationalökonomie, einer neoliberalen Richtung der Wirtschaftswissenschaften. Hayek, der als einer der wichtigsten Vordenker des Neoliberalismus angesehen wird, wurde im Jahr 1974 zusammen mit dem Schweden Gunnar Myrdal für ihre Pionierarbeit auf dem Gebiet der Geld- und Konjunkturtheorie und ihren Analysen des Zusammenhangs zwischen ökonomischen, sozialen und institutionellen Phänomenen mit dem „Alfred-Nobel-Gedächtnispreis für Wirtschaftswissenschaften“, gemeinhin Wirtschafts-Nobelpreis genannt, ausgezeichnet. Er ist bis heute der einzige Österreicher, der diesen Preis je erhalten hat. | Friedrich August von Hayek (1899–1992) war einer der bedeutendsten Vertreter der Österreichischen Schule der Nationalökonomie, einer neoliberalen Richtung der Wirtschaftswissenschaften. Hayek, der als einer der wichtigsten Vordenker des Neoliberalismus angesehen wird, wurde im Jahr 1974 zusammen mit dem Schweden Gunnar Myrdal für ihre Pionierarbeit auf dem Gebiet der Geld- und Konjunkturtheorie und ihren Analysen des Zusammenhangs zwischen ökonomischen, sozialen und institutionellen Phänomenen mit dem „Alfred-Nobel-Gedächtnispreis für Wirtschaftswissenschaften“, gemeinhin Wirtschafts-Nobelpreis genannt, ausgezeichnet. Er ist bis heute der einzige Österreicher, der diesen Preis je erhalten hat. | Friedrich August von Hayek (1899–1992) war einer der bedeutendsten Vertreter der Österreichischen Schule der Nationalökonomie, einer neoliberalen Richtung der Wirtschaftswissenschaften. Hayek, der als einer der wichtigsten Vordenker des Neoliberalismus angesehen wird, wurde im Jahr 1974 zusammen mit dem Schweden Gunnar Myrdal für ihre Pionierarbeit auf dem Gebiet der Geld- und Konjunkturtheorie und ihren Analysen des Zusammenhangs zwischen ökonomischen, sozialen und institutionellen Phänomenen mit dem „Alfred-Nobel-Gedächtnispreis für Wirtschaftswissenschaften“, gemeinhin Wirtschafts-Nobelpreis genannt, ausgezeichnet. Er ist bis heute der einzige Österreicher, der diesen Preis je erhalten hat. | Friedrich August von Hayek im Jahr 1981                                      |
| Walter Kohn | Wien | Nobelpreis für Chemie | 1998 |                                                                              |
| Walter Kohn (1923–2016) war ein in Österreich geborener Physiker, der als Kind vor den Nationalsozialisten in die Vereinigten Staaten fliehen musste und dort den Großteil seiner wissenschaftlichen Arbeit tätigte. Er promovierte an der Harvard University in theoretischer Physik und lehrte und forschte in der Folge zu Themen der Quantenphysik. Im Jahr 1998 wurde Walter Kohn für die Entwicklung der quantenphysikalischen Dichtefunktionaltheorie, auf der das Hohenberg-Kohn-Theorem basiert, mit dem Nobelpreis für Chemie ausgezeichnet. | Walter Kohn (1923–2016) war ein in Österreich geborener Physiker, der als Kind vor den Nationalsozialisten in die Vereinigten Staaten fliehen musste und dort den Großteil seiner wissenschaftlichen Arbeit tätigte. Er promovierte an der Harvard University in theoretischer Physik und lehrte und forschte in der Folge zu Themen der Quantenphysik. Im Jahr 1998 wurde Walter Kohn für die Entwicklung der quantenphysikalischen Dichtefunktionaltheorie, auf der das Hohenberg-Kohn-Theorem basiert, mit dem Nobelpreis für Chemie ausgezeichnet. | Walter Kohn (1923–2016) war ein in Österreich geborener Physiker, der als Kind vor den Nationalsozialisten in die Vereinigten Staaten fliehen musste und dort den Großteil seiner wissenschaftlichen Arbeit tätigte. Er promovierte an der Harvard University in theoretischer Physik und lehrte und forschte in der Folge zu Themen der Quantenphysik. Im Jahr 1998 wurde Walter Kohn für die Entwicklung der quantenphysikalischen Dichtefunktionaltheorie, auf der das Hohenberg-Kohn-Theorem basiert, mit dem Nobelpreis für Chemie ausgezeichnet. | Walter Kohn (1923–2016) war ein in Österreich geborener Physiker, der als Kind vor den Nationalsozialisten in die Vereinigten Staaten fliehen musste und dort den Großteil seiner wissenschaftlichen Arbeit tätigte. Er promovierte an der Harvard University in theoretischer Physik und lehrte und forschte in der Folge zu Themen der Quantenphysik. Im Jahr 1998 wurde Walter Kohn für die Entwicklung der quantenphysikalischen Dichtefunktionaltheorie, auf der das Hohenberg-Kohn-Theorem basiert, mit dem Nobelpreis für Chemie ausgezeichnet. | Walter Kohn auf einem Bild aus dem Jahr 2012                                 |
| Eric Kandel | Wien | Nobelpreis für Physiologie oder Medizin | 2000 |                                                                              |
| Eric Richard Kandel (* 1929) ist ein in Österreich geborener Neurowissenschaftler, der als Kind vor den Nationalsozialisten in die Vereinigten Staaten fliehen musste und dort den Großteil seiner wissenschaftlichen Arbeit tätigte. Er promovierte an der New York University in Medizin und konzentrierte sich in der Folge auf die Neurobiologie. Im Jahr 2000 wurde Eric Kandel zusammen mit dem Schweden Arvid Carlsson und dem US-Amerikaner Paul Greengard für ihre Entdeckungen betreffend der Signalübertragung im Nervensystem mit dem Nobelpreis für Physiologie oder Medizin ausgezeichnet. | Eric Richard Kandel (* 1929) ist ein in Österreich geborener Neurowissenschaftler, der als Kind vor den Nationalsozialisten in die Vereinigten Staaten fliehen musste und dort den Großteil seiner wissenschaftlichen Arbeit tätigte. Er promovierte an der New York University in Medizin und konzentrierte sich in der Folge auf die Neurobiologie. Im Jahr 2000 wurde Eric Kandel zusammen mit dem Schweden Arvid Carlsson und dem US-Amerikaner Paul Greengard für ihre Entdeckungen betreffend der Signalübertragung im Nervensystem mit dem Nobelpreis für Physiologie oder Medizin ausgezeichnet. | Eric Richard Kandel (* 1929) ist ein in Österreich geborener Neurowissenschaftler, der als Kind vor den Nationalsozialisten in die Vereinigten Staaten fliehen musste und dort den Großteil seiner wissenschaftlichen Arbeit tätigte. Er promovierte an der New York University in Medizin und konzentrierte sich in der Folge auf die Neurobiologie. Im Jahr 2000 wurde Eric Kandel zusammen mit dem Schweden Arvid Carlsson und dem US-Amerikaner Paul Greengard für ihre Entdeckungen betreffend der Signalübertragung im Nervensystem mit dem Nobelpreis für Physiologie oder Medizin ausgezeichnet. | Eric Richard Kandel (* 1929) ist ein in Österreich geborener Neurowissenschaftler, der als Kind vor den Nationalsozialisten in die Vereinigten Staaten fliehen musste und dort den Großteil seiner wissenschaftlichen Arbeit tätigte. Er promovierte an der New York University in Medizin und konzentrierte sich in der Folge auf die Neurobiologie. Im Jahr 2000 wurde Eric Kandel zusammen mit dem Schweden Arvid Carlsson und dem US-Amerikaner Paul Greengard für ihre Entdeckungen betreffend der Signalübertragung im Nervensystem mit dem Nobelpreis für Physiologie oder Medizin ausgezeichnet. | Eric Kandel bei der Langen Nacht der Forschung in Wien im Jahr 2014          |
| Elfriede Jelinek | Mürzzuschlag | Nobelpreis für Literatur | 2004 |                                                                              |
| Elfriede Jelinek (* 1946) ist als kritische österreichische Schriftstellerin bekannt. Sie schreibt insbesondere gegen Missstände im öffentlichen, politischen, aber auch im privaten Leben der österreichischen Gesellschaft an und zieht dabei mit ihrem polarisierenden Stil oft auch Kritiker auf sich. Im Jahr 2004 erhielt sie den Literaturnobelpreis zugesprochen für ihr Werk, das nach Ansicht des Nobelkomitees „den musikalischen Fluss von Stimmen und Gegenstimmen in Romanen und Dramen, die mit einzigartiger sprachlicher Leidenschaft die Absurdität und zwingende Macht der sozialen Klischees enthüllen“ umfasst. | Elfriede Jelinek (* 1946) ist als kritische österreichische Schriftstellerin bekannt. Sie schreibt insbesondere gegen Missstände im öffentlichen, politischen, aber auch im privaten Leben der österreichischen Gesellschaft an und zieht dabei mit ihrem polarisierenden Stil oft auch Kritiker auf sich. Im Jahr 2004 erhielt sie den Literaturnobelpreis zugesprochen für ihr Werk, das nach Ansicht des Nobelkomitees „den musikalischen Fluss von Stimmen und Gegenstimmen in Romanen und Dramen, die mit einzigartiger sprachlicher Leidenschaft die Absurdität und zwingende Macht der sozialen Klischees enthüllen“ umfasst. | Elfriede Jelinek (* 1946) ist als kritische österreichische Schriftstellerin bekannt. Sie schreibt insbesondere gegen Missstände im öffentlichen, politischen, aber auch im privaten Leben der österreichischen Gesellschaft an und zieht dabei mit ihrem polarisierenden Stil oft auch Kritiker auf sich. Im Jahr 2004 erhielt sie den Literaturnobelpreis zugesprochen für ihr Werk, das nach Ansicht des Nobelkomitees „den musikalischen Fluss von Stimmen und Gegenstimmen in Romanen und Dramen, die mit einzigartiger sprachlicher Leidenschaft die Absurdität und zwingende Macht der sozialen Klischees enthüllen“ umfasst. | Elfriede Jelinek (* 1946) ist als kritische österreichische Schriftstellerin bekannt. Sie schreibt insbesondere gegen Missstände im öffentlichen, politischen, aber auch im privaten Leben der österreichischen Gesellschaft an und zieht dabei mit ihrem polarisierenden Stil oft auch Kritiker auf sich. Im Jahr 2004 erhielt sie den Literaturnobelpreis zugesprochen für ihr Werk, das nach Ansicht des Nobelkomitees „den musikalischen Fluss von Stimmen und Gegenstimmen in Romanen und Dramen, die mit einzigartiger sprachlicher Leidenschaft die Absurdität und zwingende Macht der sozialen Klischees enthüllen“ umfasst. | Elfriede Jelinek im Jahr 2004                                                |
| Martin Karplus | Wien | Nobelpreis für Chemie | 2013 |                                                                              |
| Martin Karplus (1930–2024) wurde als Kind jüdischer Eltern in Wien geboren und musste als Kind vor den Nationalsozialisten in die Vereinigten Staaten fliehen. Karplus studierte in der Folge Chemie und promovierte im Jahr 1953 am California Institute of Technology zum Doktor der Chemie. Ab 1966 war Martin Karplus Professor an der Harvard University und dort Lehrstuhlinhaber des Theodore-William-Richards-Lehrstuhls für Chemie. Im Jahr 2013 wurde ihm gemeinsam mit Michael Levitt und Arieh Warshel für die Entwicklung von Multiskalenmodellen für komplexe chemische Systeme der Nobelpreis für Chemie verliehen. | Martin Karplus (1930–2024) wurde als Kind jüdischer Eltern in Wien geboren und musste als Kind vor den Nationalsozialisten in die Vereinigten Staaten fliehen. Karplus studierte in der Folge Chemie und promovierte im Jahr 1953 am California Institute of Technology zum Doktor der Chemie. Ab 1966 war Martin Karplus Professor an der Harvard University und dort Lehrstuhlinhaber des Theodore-William-Richards-Lehrstuhls für Chemie. Im Jahr 2013 wurde ihm gemeinsam mit Michael Levitt und Arieh Warshel für die Entwicklung von Multiskalenmodellen für komplexe chemische Systeme der Nobelpreis für Chemie verliehen. | Martin Karplus (1930–2024) wurde als Kind jüdischer Eltern in Wien geboren und musste als Kind vor den Nationalsozialisten in die Vereinigten Staaten fliehen. Karplus studierte in der Folge Chemie und promovierte im Jahr 1953 am California Institute of Technology zum Doktor der Chemie. Ab 1966 war Martin Karplus Professor an der Harvard University und dort Lehrstuhlinhaber des Theodore-William-Richards-Lehrstuhls für Chemie. Im Jahr 2013 wurde ihm gemeinsam mit Michael Levitt und Arieh Warshel für die Entwicklung von Multiskalenmodellen für komplexe chemische Systeme der Nobelpreis für Chemie verliehen. | Martin Karplus (1930–2024) wurde als Kind jüdischer Eltern in Wien geboren und musste als Kind vor den Nationalsozialisten in die Vereinigten Staaten fliehen. Karplus studierte in der Folge Chemie und promovierte im Jahr 1953 am California Institute of Technology zum Doktor der Chemie. Ab 1966 war Martin Karplus Professor an der Harvard University und dort Lehrstuhlinhaber des Theodore-William-Richards-Lehrstuhls für Chemie. Im Jahr 2013 wurde ihm gemeinsam mit Michael Levitt und Arieh Warshel für die Entwicklung von Multiskalenmodellen für komplexe chemische Systeme der Nobelpreis für Chemie verliehen. | Martin Karplus bei der Nobelpreisverleihung 2013                             |
| Peter Handke | Griffen | Nobelpreis für Literatur | 2019 |                                                                              |
| Peter Handke (* 1942) ist ein vielfach ausgezeichneter österreichischer Schriftsteller und Übersetzer und einer der bekanntesten zeitgenössischen deutschsprachigen Autoren. Nach seiner Kritik an Sprach- und Bewusstseinsschablonen befasste sich Handke vor allem mit der Entfremdung zwischen Subjekt und Umwelt. Frühwerke wie Publikumsbeschimpfung und Die Angst des Tormanns beim Elfmeter machten ihn in den späten 1960er Jahren schlagartig bekannt. In den Jugoslawienkriegen der 1990er Jahre vertrat er proserbische Positionen gegenüber der Mehrheitsmeinung. | Peter Handke (* 1942) ist ein vielfach ausgezeichneter österreichischer Schriftsteller und Übersetzer und einer der bekanntesten zeitgenössischen deutschsprachigen Autoren. Nach seiner Kritik an Sprach- und Bewusstseinsschablonen befasste sich Handke vor allem mit der Entfremdung zwischen Subjekt und Umwelt. Frühwerke wie Publikumsbeschimpfung und Die Angst des Tormanns beim Elfmeter machten ihn in den späten 1960er Jahren schlagartig bekannt. In den Jugoslawienkriegen der 1990er Jahre vertrat er proserbische Positionen gegenüber der Mehrheitsmeinung. | Peter Handke (* 1942) ist ein vielfach ausgezeichneter österreichischer Schriftsteller und Übersetzer und einer der bekanntesten zeitgenössischen deutschsprachigen Autoren. Nach seiner Kritik an Sprach- und Bewusstseinsschablonen befasste sich Handke vor allem mit der Entfremdung zwischen Subjekt und Umwelt. Frühwerke wie Publikumsbeschimpfung und Die Angst des Tormanns beim Elfmeter machten ihn in den späten 1960er Jahren schlagartig bekannt. In den Jugoslawienkriegen der 1990er Jahre vertrat er proserbische Positionen gegenüber der Mehrheitsmeinung. | Peter Handke (* 1942) ist ein vielfach ausgezeichneter österreichischer Schriftsteller und Übersetzer und einer der bekanntesten zeitgenössischen deutschsprachigen Autoren. Nach seiner Kritik an Sprach- und Bewusstseinsschablonen befasste sich Handke vor allem mit der Entfremdung zwischen Subjekt und Umwelt. Frühwerke wie Publikumsbeschimpfung und Die Angst des Tormanns beim Elfmeter machten ihn in den späten 1960er Jahren schlagartig bekannt. In den Jugoslawienkriegen der 1990er Jahre vertrat er proserbische Positionen gegenüber der Mehrheitsmeinung. | Peter Handke                                                                 |
| Anton Zeilinger | Ried im Innkreis | Nobelpreis für Physik | 2022 |                                                                              |
| Anton Zeilinger (* 1945) ist ein österreichischer Quantenphysiker und Hochschullehrer an der Universität Wien. Im Jahr 2022 wurde ihm gemeinsam mit Alain Aspect und John Clauser der Nobelpreis für Physik zuerkannt für den Nachweis, dass Korrelationen zwischen Quantenobjekten stärker sein können als die Bell-Ungleichung erlaubt, und die dadurch möglichen Experimente mit verschränkten Photonen und die Grundlagen der Quanteninformation | Anton Zeilinger (* 1945) ist ein österreichischer Quantenphysiker und Hochschullehrer an der Universität Wien. Im Jahr 2022 wurde ihm gemeinsam mit Alain Aspect und John Clauser der Nobelpreis für Physik zuerkannt für den Nachweis, dass Korrelationen zwischen Quantenobjekten stärker sein können als die Bell-Ungleichung erlaubt, und die dadurch möglichen Experimente mit verschränkten Photonen und die Grundlagen der Quanteninformation | Anton Zeilinger (* 1945) ist ein österreichischer Quantenphysiker und Hochschullehrer an der Universität Wien. Im Jahr 2022 wurde ihm gemeinsam mit Alain Aspect und John Clauser der Nobelpreis für Physik zuerkannt für den Nachweis, dass Korrelationen zwischen Quantenobjekten stärker sein können als die Bell-Ungleichung erlaubt, und die dadurch möglichen Experimente mit verschränkten Photonen und die Grundlagen der Quanteninformation | Anton Zeilinger (* 1945) ist ein österreichischer Quantenphysiker und Hochschullehrer an der Universität Wien. Im Jahr 2022 wurde ihm gemeinsam mit Alain Aspect und John Clauser der Nobelpreis für Physik zuerkannt für den Nachweis, dass Korrelationen zwischen Quantenobjekten stärker sein können als die Bell-Ungleichung erlaubt, und die dadurch möglichen Experimente mit verschränkten Photonen und die Grundlagen der Quanteninformation | Anton Zeilinger                                                              |
| Ferenc Krausz | Mór | Nobelpreis für Physik | 2023 |                                                                              |
| Ferenc Krausz (* 1962) ist ein Physiker und Hochschullehrer mit österreichischer und ungarischer Staatsbürgerschaft. Mit seinem Forschungsteam gelang es ihm als erstem, einen Lichtpuls von weniger als einer Femtosekunde Dauer sowohl zu erzeugen als auch zu messen. Diese Leistung markiert den Beginn der Attosekundenphysik. Am 3. Oktober 2023 wurde ihm gemeinsam mit Pierre Agostini und Anne L’Huillier der Nobelpreis für Physik zuerkannt. | | | |                                                                              |
| Name | Geburtsort | Nobelpreis Kategorie | Auszeichnungsjahr | Bild                                                                         |

## Weitere Nobelpreisträger mit Österreichbezug
Weitere Personen mit erheblichem Bezug zu Österreich, Österreich-Ungarn oder mit der entsprechenden Staatsbürgerschaft.
- Philipp Eduard Anton von Lenard, geboren 1862 in Pressburg, Nobelpreis für Physik 1905. Zu dessen Geburtszeitpunkt lag sein Geburtsort Pressburg im Kaisertum Österreich, zudem stammten Lenards Vorfahren aus Tirol
- Albert Einstein (geboren am 14. März 1879 in Ulm, Königreich Württemberg; † 18. April 1955) war kurzzeitig auch österreichischer Staatsbürger. Er erhielt 1921 den Nobelpreis für Physik
- Leopold Ružička, geboren 1887 in Vukovár, Nobelpreis für Chemie 1937. Zu dessen Geburtszeitpunkt lag sein Geburtsort Vukovar in Österreich-Ungarn
- Samuel Agnon, geboren 1887 in Butschatsch, Nobelpreis für Literatur, 1966. Zu dessen Geburtszeitpunkt lag sein Geburtsort in der österreichischen Reichshälfte von Österreich-Ungarn
- Ivo Andrić, geboren 1892 in Dolac bei Travnik, Nobelpreis für Literatur, 1961. Zu dessen Geburtszeitpunkt lag sein Geburtsort Travnik in Bosnien-Herzegowina – damals Teil von Österreich-Ungarn
- Albert Szent-Györgyi von Nagyrápolt, geboren 1893 in Budapest, Nobelpreis für Medizin 1937. Zu dessen Geburtszeitpunkt lag sein Geburtsort  Budapest in Österreich-Ungarn
- Isidor Isaac Rabi, geboren 1898 in Rymanów/Galizien, Nobelpreis für Physik 1944 für die Entwicklung der Resonanzmethode zur Untersuchung von magnetischen Eigenschaften des Atomkerns. 1898 lag sein Geburtsort in Österreich-Ungarn.
- Jaroslav Seifert, geboren 1901 in Prag, Nobelpreis für Literatur 1984. Zu dessen Geburtszeitpunkt lag sein Geburtsort Prag in der österreichischen Reichshälfte von Österreich-Ungarn
- Vladimir Prelog, geboren 1906 in Sarajevo, Nobelpreis für Chemie 1975. Zu dessen Geburtszeitpunkt lag sein Geburtsort Travnik in Bosnien-Herzegowina – damals Teil von Österreich-Ungarn
- George de Hevesy (Georg Karl von Hevesy), geboren 1885 in Budapest,  Nobelpreis für Chemie 1943. Zu dessen Geburtszeitpunkt lag sein Geburtsort Budapest in Österreich-Ungarn
- Eugene Paul Wigner, geboren 1902 in Budapest, Nobelpreis für Physik 1963. Zu Wigners Geburtszeitpunkt lag sein Geburtsort  Budapest in Österreich-Ungarn
- Dennis Gábor, geboren 1900 in Budapest, 1971 Nobelpreis für Physik. Zu dessen Geburtszeitpunkt lag sein Geburtsort Budapest in Österreich-Ungarn
- Georg von Békésy, geboren 1899 in Budapest, Nobelpreis für Medizin 1961. Zu dessen Geburtszeitpunkt lag sein Geburtsort  Budapest in Österreich-Ungarn